# Åbo Akademi
De Åbo Academi is een Zweedstalige universiteit in de Finse stad Turku (Åbo is de Zweedse naam van de stad). In 2004 waren er 7941 studenten en 1125 personeelsleden. De universiteit beschikt niet alleen over vestigingen in Turku, maar ook in Vaasa, in Jakobstad, in Helsinki en op Åland. Tot in 1981 was de academie een private onderwijsinstelling. Daarna werd ze een openbare school.
De Åbo Akademi moet niet worden verward met de Koninklijke Academie van Turku, die in 1640 werd opgericht, maar na de grote brand van Turku in 1827 naar Helsinki verhuisde. De Koninklijke Academie van Turku is thans de Universiteit van Helsinki.
De Åbo Akademi werd dankzij private donaties in 1918 opgericht als tweede universiteit in Finland. Op die manier kon Turku opnieuw een universiteitsstad worden. Daarnaast heerste ook het gevoel dat de Zweedse taal bedreigd werd aan de Universiteit van Helsinki. In 1920 werd de Finstalige Universiteit van Turku opgericht, eveneens dankzij private donaties en om soortgelijke redenen.
De Åbo Akademi is de enige Zweedstalige universiteit van Finland. Er bestaat weliswaar Zweedstalig onderwijs aan de Universiteit van Helsinki, maar de belangrijkste opleidingen daar vereisen de beheersing van het Fins. De status van Turku als hoofdplaats van Zweedstalig hoger onderwijs heeft vele implicaties op het onderwijs, het onderzoek en de sociale omgeving. Aangezien er in de meeste opleidingen slechts weinig studenten zitten, wordt de samenwerking tussen opleidingen en met andere universiteiten heel belangrijk.
Een niet onbelangrijke minderheid van de studenten spreekt Fins. Terwijl Turku op zichzelf voornamelijk Fins is, biedt de universiteit een degelijke Zweedse omgeving aan. De meeste studenten worden vlot tweetalig bij het beëindigen van hun opleiding, ongeacht hun moedertaal.
De universiteit hanteert een beleid waarbij niet-Zweedssprekende kandidaat-inschrijvers uit de overige Noordse landen aan een Zweedse taaltest moeten deelnemen. Hiermee kunnen ze aantonen dat ze in staat zijn om vlot in het Zweeds te studeren. Kandidaat-inschrijvers die niet uit Noordelijke landen komen, kunnen daarentegen kiezen tussen een Zweedse en een Engelse taaltest.

## Organisatie
De universiteit bestaat uit twaalf departementen:
Letteren:
- Faculteit Letteren
- Faculteit Lerarenopleiding (voornamelijk in Vaasa)
- Faculteit Theologie
- Departement Psychologie en Logopedie

Sociale wetenschappen:
- School voor Management en Economische wetenschappen
- Departement Sociale wetenschappen (deels in Vaasa)
- Departement Politieke wetenschappen (deels in Vaasa)
- Departement Rechtsgeleerdheid

Natuurwetenschappen:
- Departement Biologische wetenschappen
- Departement Informatietechnologie
- Departement Chemische technologie
- Departement Natuurwetenschappen

Daarnaast zijn er nog enkele andere eenheden en gezamenlijke opleidingen zoals:
- MediaCity (gevestigd in Vaasa)
- Taalcentrum
- Centrum voor Voortgezet Onderwijs
- Instituut voor Mensenrechten
- Turku PET Centrum (gezamenlijk beheerd door de Universiteit van Turku, Åbo Akademi en het universitair ziekenhuis van Turku)
- Turku Centrum voor Computerwetenschappen (in samenwerking met de Universiteit van Turku en anderen)
- Turku Centrum voor Biotechnologie (in samenwerking met de Universiteit van Turku en anderen)

Op het moment dat de universiteit omgevormd werd tot een openbare onderwijsinstelling, werd de stichting Stiftelsen för Åbo Akademi behouden. Naast het onderhoud van vele van de gebouwen van de universiteit, is de stichting tevens een belangrijke financier. Een geplande nieuwe wet over het hoger onderwijs zullen de Finse universiteiten omgedoopt worden tot semiprivate instellingen.